# Vince Neil
Vince Neil (Hollywood, 1961. február 8. –) amerikai zenész, az amerikai glam metal zenekar, a Mötley Crüe énekeseként ismert.

## Élete
Nehéz gyermekkora volt, a folyamatos költözések miatt. Egy bandaháború alkalmával belőttek húga, Valerie ablakán, majd pár nappal később szemtanúja volt, amint négy fiatal kirabol egy ötödiket. Másnap őt is megtámadták egy fagylaltárus kocsija mellett, és fültől fülig vágást ejtettek a nyakán, amellett, hogy kirabolták. Az éjszakát a kórházban töltötte tanárnőjével, a korábbi Palyboy Playmate-el, Mrs. Anderson-al, aki megengedte neki, hogy megfogja a kezét, és másnap is így mentek együtt az iskolába. Ezután Vince komoly érdeklődést mutatott a női nem felé.
Vince ezek után bandázni kezdett. Mindennap az iskola végeztével haverjaival gyakran fegyverekkel játszottak, kukákat égettek, vagy loptak. Egy napon az iskolából hazafelé elloptak három másik fekete gyerekkel egy hátizsákot egy áruházból, ami tele volt korall nyakláncokkal, kagylókkal, szivacsokkal.
Nem egyszer letartóztatták, és kicsapták az iskolából. Egy alkalommal a torna tanár buktatta le, mivel Vince pornóujságokból tépett ki lapokat, amiket aztán eladott az iskolatársainak. 15 évesen ismerkedett meg a droggal, valamint az alkohollal. Egyik nap meglátta ellopott szörfdeszkáját egy focijátékosnál, és hogy elégtételt vehessen betörte az orrát, és az arccsontját. Ettől kezdve társai hősként tisztelték.
Bár kisgyerekkora óta tanult gitározni, érezte, hogy valahogy nem az ő hangszere. Rendszeresen járt a haverjaival csajozni a kori pályára, ahol gyakran rendeztek playback versenyeket. Egy alkalommal meg is nyert egy versenyt a The Kinks "You Really Got Me" dalával. Őt is meglepte azonban, hogy tátogás helyett, ő hangosan énekelte a sorokat.
Rendszeressé vált nála a csajozás, majd az a szokás alakult ki nála, hogy iskolai ebédszünetekben csajokat vitt haza a szülői házba, ez alatt az idő alatt szülei munkában voltak. Egyszer egy alkalommal együtt volt egy Tami nevű lánnyal egy autóparkolóban a kisteherautójának első ülésén. Két hónap múlva – Vince már el is felejtette az affért – amikor a lány felhívta, hogy terhes. 17 éves korában Vince-nek gyermeke született, Neil Jason Wharton 1978 október 3-án. Ő volt az egyedüli az iskolában, aki gyerektartást fizetett, így Vince roadként dolgozott a The Runaways zenekarral az iskola mellett.
James Alverson miután a Charter Oak főiskolára kezdett el járni, Vince-t kérte meg, hogy énekeljen a csapatában. Neki volt a leghosszabb haja az iskolában és ehhez inkább ragaszkodott, mint hogy csatlakozott volna az iskolai baseball csapathoz. James gitározott, Vince volt az énekes, Joe Mark a bőgős, és John Marshall a dobos. Ez volt a Rock Candy nevű zenekar. A csapat házibulikon keresett pénzt, és ők lettek az egyik legnépszerűbb helyi formáció '78-ban.
Vince egyre inkább elhanyagolta az iskolát, és ezért kirúgták a főiskoláról. Így kezdett el takarítani egy lemezfelvételekre alkalmas stúdióban. Így a Rock Candy stúdiót szerzett a zenéléshez. Szülei kérésére visszairatkozott a Royal Oak főiskolára Covina-ban. Ebben az iskolában hamar összehaverkodott egy sráccal, akivel gyakran lógtak együtt az iskola helyett. A fiút úgy hívták akkor, hogy Tom Bass, ma már úgy ismerjük őt Tommy Lee. Vince egyszer egy partit rendezett a saját házukban, amíg szülei egy hétvégére elmentek otthonról. Az előadás közben Vince szülei hazaérkeztek, de ahelyett hogy nagy balhé kerekedett volna, az apja csatlakozott a táncolókhoz, anyja pedig italokat szolgált fel.
Vince azonban hamar kikerült ebből az iskolából is és otthonról is elment egy bőrönddel. Ezután alkalmi munkákból élt, és Tommy kisteherautójában aludt.

## Mötley Crüe
1981-ben jött létre a '80-as évek egyik leghíresebb, legbalhésabb, és legvadabb zenekara, a Mötley Crüe. Miután a szintén balhés életet letudható Nikki Sixx, Tommy Lee társaságában tette le az alapköveket, majd Mick Mars is csatlakozott, Tommy Vince-t ajánlotta énekesnek. Vince csak a harmadik ajánlatnál csatlakozott a bandához, és rögtön az első albumuk hatalmas sikert aratott. Ugyan eddigi életében is volt alkalma a drogokhoz, ezután még inkább. A Mötley Crüe legsikeresebb éveiben a legjobban testesítette meg a szex, drogok, és rock & roll életstílust. Azóta már nem ilyen heroin függő, whiskey vedelő brigád, mint '86-'87 táján volt. 1992-ben Vince elhagyta a zenekart, és helyére John Corabi érkezett, aki a Scream zenekarban tett szert hírnévre, és jelenlegg Eric Singer zenekarában gitározik és énekel. Később Vince visszatért a zenekarba.

## Az autóbaleset, és Vince lányának halála
Vince egy buli után elindult a Hanoi Rocks dobosával, Razzle-lel italért, persze ők már ekkor is ittasak voltak. Vince ugyan túlélte a balesetet, de Razzle életét vesztette és a vétlen autóban ülő két személy is súlyosan megsérült. Letartóztatták, majd 25.000. dollár óvadék ellenében szabadlábra helyezték, végül a védelem, az ügyész és a balesetben érintettek családtagjai közötti megegyezés alapján Vince-nek 30 nap fogházbüntetést kellett letöltenie, 2,6 millió dollár kártérítést kellett fizetnie és 200 óra közmunkát kellett végeznie. Az utóbbiba beszámították, hogy Vince már addig is tartott az alkohol káros hatásairól előadásokat, közben persze társai nagyvígan drogoztak, és vedeltek tovább.
Egy ideig Savannah (1970–1994) pornószínésznővel élt együtt, kapcsolatuk 1993-ban szakadt meg. 1995-ben Vince elveszítette négyéves kislányát. Emlékét egy dal őrzi, valamint az éveként megrendezett golfverseny, The Skylar Neil Memorial Golf Tournament névvel.